# Barteria solida
Barteria solida är en passionsblomsväxtart som beskrevs av F. J. Breteler. Barteria solida ingår i släktet Barteria och familjen passionsblomsväxter. Inga underarter finns listade i Catalogue of Life.